# ISM-bånd
ISM-Bånd (ISM står for Industrial, Scientific, and Medical Band; Industriel, videnskabelig og medicinsk bånd) er frekvensbånd til typegodkendt eller individuelt godkendt sendeudstyr og modtageudstyr til industrien, videnskaben og lægevidenskaben, som kan benyttes licensfrit.

## Anvendelser
- radiotags (Smart Tags) (13,5-MHz-båndet)
- radiofjernstyringer (27 MHz, 40,6-MHz-bånd)
- Babyphone (433-MHz-bånd)
- Trådløs termometer (433-MHz-bånd)
- Radiostyret omskifter, som f.eks. bilnøgle, radio-stikdåse, garageporte (433-MHz-bånd)
- Radiostyret fjernbetjening, f.eks. til emfang (433-MHz-bånd)
- Alarmsystemer (433-MHz-bånd)
- Trådløs hovedtelefon, -højttalere og fjernaflæsning af forbrugsmålere (868-MHz-bånd)
- Trådløst videokamera (2400-MHz-bånd)
- Trådløs tyverialarm (2400-MHz-bånd)
- WLAN, Wi-Fi (IEEE 802.11b / IEEE 802.11g) (2400-MHz-bånd)
- Bluetooth (2400-MHz-bånd)
- Mikrobølgeovn (2400-Mhz-bånd)
- ZigBee (2400-MHz-bånd)
- HIPERLAN (5200-MHz-bånd)

## Frekvensbånd
- 9 kHz – 10 kHz (stort set ikke benyttet)
- 6,765 MHz – 6,795 MHz
- 13,553 MHz – 13,567 MHz
- 26,957 MHz – 27,283 MHz
- 40,66 MHz – 40,70 MHz
- 433,05 MHz – 434,79 MHz (center 433,92 MHz) (stærkt benyttet)
- 868,0 MHz – 870,0 MHz
- 3,1 til 10,6 GHz til Wireless USB – men kun ultrawideband UWB modulation må anvendes med lav effekt.
- 2,400 GHz – 2,500 GHz (meget stærkt benyttet)
- 5,725 GHz – 5,875 GHz
- 24 GHz – 24,25 GHz
- 61 GHz – 61,5 GHz
- 122 GHz – 123 GHz
- 244 GHz – 246 GHz